# Patriarszy dekanat armeński
Patriarszy dekanat armeński (pełna nazwa: Patriarszy dekanat parafii Rosyjskiego Kościoła Prawosławnego w Republice Armenii) – historyczny stauropigialny dekanat grupujący parafie Rosyjskiego Kościoła Prawosławnego na terytorium Armenii.
Utworzony postanowieniem Świętego Synodu 27 grudnia 2016 r. W listopadzie 2019 r. w skład administratury wchodziło 8 parafii, obsługiwanych przez 5 kapłanów. 15 października 2021 r. dekanat został zlikwidowany, a w jego miejsce utworzono eparchię erywańską i armeńską.
Na czele dekanatu przez cały okres jego istnienia stał biskup (od 2017 r. arcybiskup) Leonid (Gorbaczow).